# 35295 Omo
35295 Omo este o planetă minoră (asteroid), cu un diametru de 4,297 km, din centura de asteroizi. A fost descoperită pe 1 noiembrie 1996 la osservatorio Colleverde di Guidonia⁠(d) de Vincenzo Silvano Casulli⁠(d). 
Obiectul prezintă o orbită caracterizată de o semiaxă mare de 2,5603958 UAi, o excentricitate de 0,11, o înclinație de 14,80706 ° în raport cu ecliptica.